# Sylvia Steiner
Sylvia Steiner (Schwarzach im Pongau, 7 de mayo de 1982) es una deportista austríaca que compite en tiro, en la modalidad de pistola.
Ganó cuatro medallas en el Campeonato Mundial de Tiro, en los años 2022 y 2023, y tres medallas en el Campeonato Europeo de Tiro entre los años 2022 y 2025.

## Palmarés internacional
| Campeonato Mundial | Campeonato Mundial    | Campeonato Mundial | Campeonato Mundial    |
| Año                | Lugar                 | Medalla            | Prueba                |
| ------------------ | --------------------- | ------------------ | --------------------- |
| 2022               | El Cairo (Egipto)     | Medalla de oro     | Pistola 10 m mixto    |
| 2022               | El Cairo (Egipto)     | Medalla de plata   | Pistola 50 m          |
| 2023               | Bakú (Azerbaiyán)     | Medalla de oro     | Pistola 50 m          |
| 2023               | Bakú (Azerbaiyán)     | Medalla de bronce  | Pistola estándar 25 m |
| Campeonato Europeo |                       |                    |                       |
| Año                | Lugar                 | Medalla            | Prueba                |
| 2022               | Hamar (Noruega)       | Medalla de bronce  | Pistola 10 m          |
| 2024               | Győr (Hungría)        | Medalla de plata   | Pistola 10 m mixto    |
| 2025               | Châteauroux (Francia) | Medalla de plata   | Pistola 25 m          |